# الزهراء (حماة)
الزهراء قرية سورية تتبع ناحية جب رملة في منطقة مصياف في محافظة حماة. بلغ عدد سكانها 1019 نسمة في عام 2004 حسب إحصاء المكتب المركزي للإحصاء.

## وصلات خارجية
- الوحدات الإدارية في محافظة حماة